# Ветошникова, Наталья Борисовна
Наталья Борисовна Ветошникова (род. 26 сентября 1921, Петроград, РСФСР) — советская теннисистка, мастер спорта СССР. Блокадница.

## Биография
Родилась в Петрограде. Отец — Борис Адрианович Ветошников (1897—1942, умер в блокадном Ленинграде), сын купца 1-й гильдии, потомственного почетного гражданина Санкт-Петербурга, известного благотворителя Адриана Дмитриевича Ветошникова, мать — Мария Николаевна Калугина (1896—1985), дочь генерал-майора Русской императорской армии Николая Ивановича Калугина, после 1920 г. — военспец в РККА.

Родители Натальи Борисовны были увлеченными игроками в теннис, и сама она стала заниматься теннисом с пяти лет. Тренировалась у Зинаиды Клочковой. 
«Мои родители увлекались теннисом с молодости. Мария Николаевна Калугина и Борис Адрианович Ветошников познакомились на теннисном корте. Это произошло в 1916 году в Теннисном клубе дачной местности Терийоки. <…> Играли в теннис и два маминых брата — Иван и Николай Николаевичи Калугины, оба по 5-й категории. Кроме них в теннис играла жена папиного брата Елена Владимировна Ветошникова, игрок № 1 Тярлевского теннис-клуба. Мамина сестра, Ксения Николаевна Калугина играла в теннис сначала в Тярлевском теннис-клубе, потом в „Динамо“. В классификации на 1-е января 1931 года была первой в 3-й категории. Моя сестра Муся — Мария Борисовна Ветошникова имела 1-й разряд по теннису. <…> По самым скромным подсчетам, наша семья Ветошниковых-Калугиных отдала теннису более 100 лет жизни. Я благодарна им всем за то, что они передали мне любовь к этой прекрасной игре — теннису». — Наталья Борисовна Ветошникова, «Теннис в моей жизни: Воспоминания».
Была многократной чемпионкой СССР среди девочек (1935, 1936 — абсолютная чемпионка); среди девушек (1937, 1939); среди женщин (1945). В 1943 году — стала 3-м призёром Блокадного первенства Ленинграда по теннису. В 1944 году стала финалисткой чемпионата СССР в одиночном разряде, дважды — призёром в парном (1949 и 1952) и смешанном (также 1952) разрядах.
Входила в состав сборной команды Ленинграда. Обладательница Кубка СССР (1946, 1948-51) в составе сборной Ленинграда. Победительница открытых чемпионатов Москвы (1946, в паре с Николаем Озеровым) и Эстонии (1948) в миксте. Финалистка открытых чемпионатов Эстонии в одиночном, парном и смешанных разрядах. Дважды призёр в паре и миксте Спартакиады Ленинграда 1971 года.
Входила в 10-ку сильнейших теннисисток страны (1948—1952 гг.), в 10-ку Ленинграда — 21 раз (1940—1966 гг.). Её карьера в теннисе длилась тридцать семь лет.
В 2013 году Наталья Борисовна вошла в Зал российской теннисной славы.
Автор книги «Теннис в моей жизни: Воспоминания» (2010).
По профессии — преподаватель немецкого языка. В 1939 году окончила школу и поступила на факультет немецкого языка 1-го Ленинградского государственного педагогического института иностранных языков. В августе 1941 года, будучи уже студенткой 3-го курса, начала работать. Всю блокаду города — от первого до последнего дня — провела в Ленинграде. В 1949 году вновь поступила и в 1953 году окончила 1-й ЛГПИИЯ. Преподавала иностранный язык в Институте холодильной промышленности, в Радиотехническом техникуме (Техникум морского приборостроения), в Ленинградском государственном университете на математико-механическом факультете и факультете прикладной математики процессов управления. Соавтор учебника немецкого языка для средних специальных учебных заведений (1964 год), неоднократно переиздававшегося.
Наталья Борисовна — одна из составителей сборника «Медики и блокада. Взгляд сквозь годы» (1997 год), соавтор очерка о Н. Н. Самарине и автор очерка об О. К. Самариной в книге «Николай Николаевич и Ольга Конрадовна Самарины» (из серии «Наши ученые», издания Медицинской академии последипломного образования (2005 год), принимала участие в работе над книгой «Царский лейб-медик. Жизнь и подвиг Евгения Боткина» (2010 год).
Н. Б. Ветошникова — хранительница архива Теляковских (мать Натальи Борисовны, Мария Николаевна — родная сестра жены В. В. Теляковского), много сделавшая для сохранения семейной памяти.
Муж — Юрий Николаевич Самарин (1923—1982). Сын — Никита Юрьевич Самарин, внуки — Иван, Татьяна.